# أندرس سلسيوس
أنْدْرْس سِلْسْيُوس (بالسويدية: Anders Celsius)، ولد 27 نوفمبر 1701 في أبسالا - توفي 25 أبريل 1744، هو رياضياتي، فيزيائي و‌فلكي سويدي.

## حياته
ولد أندرس عام 1701 في أبسالا. درس في جامعة أوبسالا وأصبح فيها أستاذًا عام 1730.
في عام 1742م اعتبر أندرس درجة انصهار الجليد تحت الضغط العياري هي الصفر، و‌درجة غليان الماء تحت الضغط العياري هي 100ْ وقسم المسافة بينهما إلى 100 قسم متساوٍ، كل قسم يعادل درجة واحدة سيليزية (c1ْ)، وهي الوحدة المعتمدة رسمياً لدى معظم دول العالم.

## روابط خارجية
- أندرس سلسيوس على موقع الموسوعة البريطانية (الإنجليزية)
- أندرس سلسيوس على موقع إن إن دي بي (الإنجليزية)